# 9mm 파라벨룸

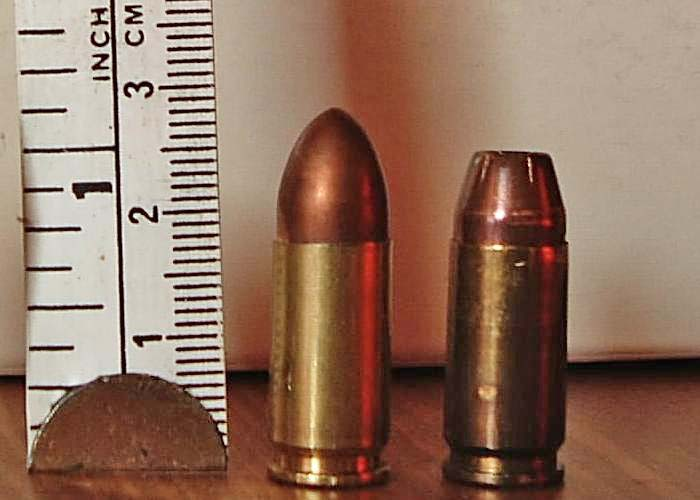
9 × 19 mm 파라벨룸

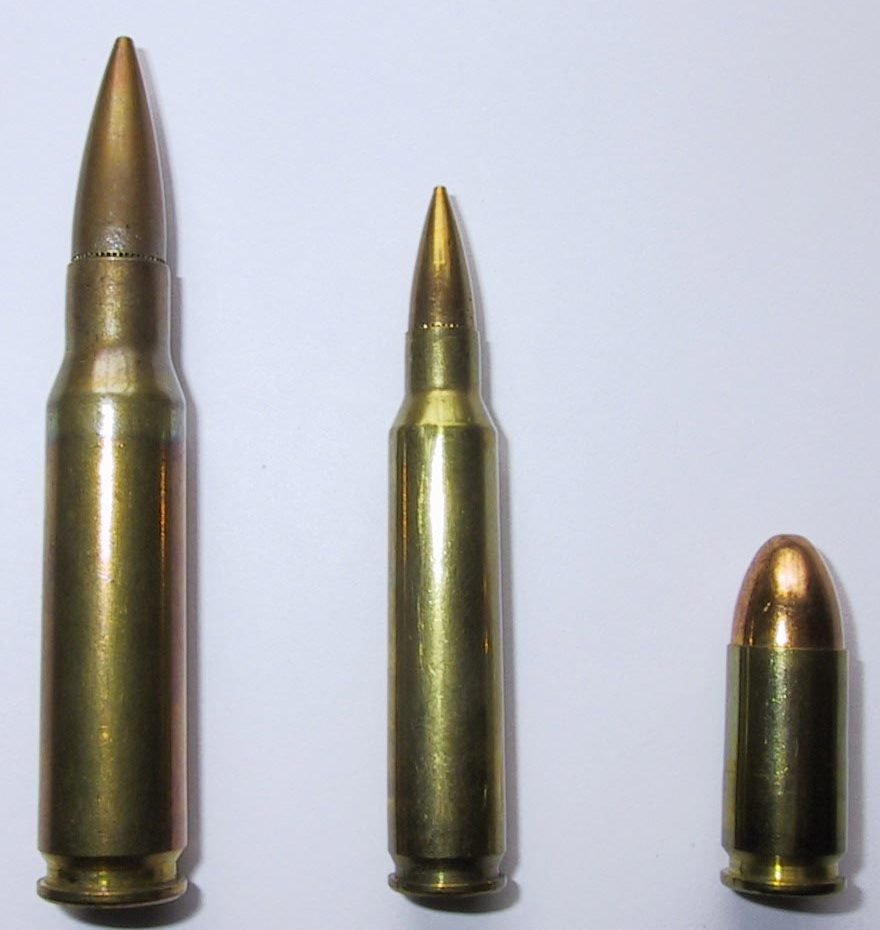
NATO탄 비교. 왼쪽부터 7.62 × 51 mm NATO, 5.56 × 45 mm NATO, 9 × 19 mm NATO

9 × 19 mm 파라벨룸(9×19mm Parabellum) 또는 9 × 19 mm NATO는 1902년 DMW(Deutsche Waffen und Munitionsfabriken) 사의 권총 루거 P08의 권총탄이다. 그러기에 9 × 19 mm 루거라고 부르기도 한다. 모작은 7.65millimetre 파라벨룸(이하 7.65 mm)이며, 이것의 모작은 7.65 × 25 mm 보르하르트이다. 9 × 19 mm 파라벨룸(이하 9 mm 파라벨룸)은 기관단총, 권총, 카빈에서 쓰인다.
파라벨룸(Parabellum)의 어원은 DWM 사의 모토이자 군사학 논고의 문장인 '평화를 원한다면, 전쟁을 준비하라.(Si vis pacem, para bellum.)(발음.[시 위스 파켐 파라 벨룸])'에서 비롯되었다

## 개발
게오르크 루거는 7.65 mm를 본따서 9 mm 패러벨럼을 만들어낸다. 1902년, 루거는 영국 소화기 위원회에 3가지 시작품을 제출하고, 1903년 중반에 스프링필드 조병창에도 테스트를 위해 보낸다. 1904년 독일 육군은 9 mm에 관심을 보이기 시작한다.
초기의 총탄은 7.65 mm에서 보틀넥을 제거한, 탄두가 뾰족하고 강선이 없는 형태였다. 탄두는 급송을 위하여 1910년대에 약간 수정되었다.
제1차 세계대전이 지난 뒤로 대부분 국가에서 채택해왔다.
독일은 제2차 세계대전의 주도권을 유지하기 위해서, 납 탄두를 철 탄두로 바꾼 뒤, 탄피를 납으로 교체한다. 이 총탄은 '블랙 블루 재킷(Black Blue Jacket)'으로 불렸으며, 08 mE(mit Eisenkern - '철로 된 탄인')으로 명명된다. 1944년, 블랙 블루 재킷의 재고가 바닥나자, 구리 탄피를 사용하여 생산하기 시작한다. 또다른 변형인 08 SE는 다크 블루 재킷으로 불렸으며, 철가루를 고온에서 압축하여 고체로 만드는 공정을 택했다.

## 개량
1980년대 초에서 1990년대 중기 사이, 미군이 베레타 M9을 제식권총으로 채택하면서 이른바 '원더 나인'(더블 액션식의 9 mm 구경의 쌍열탄창을 사용하는 권총들)이 빠른 속도로 대중화되었다. 그와 동시에, 다수의 경찰서는 .38 스페셜을 사용하는 6연발 리볼버를 지급하기 시작했다. 이유는 .38 스페셜은 반동이 적고 값이 싼데다가, 리볼버의 무게가 가볍고 크기도 작기 때문에 사수들이 쉽게 사용할 수 있다는 것이었다. 9 mm가 이와 유사한 탄도를 지녔기에 .38 스페셜을 사용하는 리볼버 대신 자동권총에 9 mm를 사용하기 시작하였다. 이로 인해 경찰관들은 총탄을 이전보다 250% 이상 지니고 다닐 수 있게 되었다. 컴팩트 프레임을 지닌 권총들에도 사용될 수 있었기에, 초보 사수나 소형 권총을 경찰들에게 호평을 받았다.
탄도 개선 노력 덕분에, 1990년 초 9 mm는 널리 보급될 수 있었다. 일반탄에는 '+P'라는 라벨을 붙였으며, 더 강력한 화약을 사용하는 탄에는 '+P+'라는 라벨을 붙였다.

## 탄피 재질과 디자인
- 황동: 1902년부터 사용해온 재질이다.
- 알루미늄: 황동 사용을 자제하기 위해서(황동은 구리와 아연의 합금이다. 그리고 구리는 희귀금속이다.), 1941년부터 사용해온 재질이다.
- 철: 여러 국가들이 제1차 세계대전 이후로 탄피 재질을 철로 대체하는 연구를 해왔다. 독일군이 사용한 래커칠한 철 탄피는 크나큰 효과를 거두었다. 현재도 생산되고있다.
- 그 외의 재질로는 탄피 재질을 플라스틱으로 하여 공포탄으로 사용하기도 한다.